# アリエル・ゲイド
アリエル・ゲイド（Ariel Gade、1997年5月1日 - ）は、アメリカ合衆国カリフォルニア州サンノゼ出身の女優。

## 略歴
4歳のときに演技を始め、ベン・スティラーの娘役で『隣のリッチマン』に出演し映画デビューを果たす。1年に1作ずつのペースでテレビシリーズか映画のどちらかに出演している。
『ダーク・ウォーター』公開時にはポスト・ダコタ・ファニングと呼ばれた。ディズニーランド、縄跳び、ディズニー映画を見るのが大好きという少女である。
2006年にはテレビ・シリーズ『Invasion -インベイジョン-』に出演し、メインキャストとして活躍。日本では有料テレビで放送された。
『ダーク・ウォーター』のDVDインタビューでは、ジェニファー・コネリーはアリエルのことを「とてもスウィート。すごく頑張り屋です。」、またジョン・C・ライリーは「常に演技に集中していた。本当に賢い子です」と語っている。

## 出演作品

### 映画
- 隣のリッチマン Envy（2004）
- ダーク・ウォーター　Dark Water（2005）
- Invasion -インベイジョン- Invasion (2006) テレビシリーズ
- AVP2 エイリアンズVS.プレデター Alien vs. Predator: AVP2　（2007）
- Call of the Wild　（2008）

### テレビ
- Then Came Jones　（2003）
- ダナ&ルー リッテンハウス女性クリニック　Strong Medicine　（2003）